# Arne Santesson
Arne Birger Santesson, född 27 juli 1930 i Lund, död 26 februari 2021 i Malmö, var en svensk väg- och vattenbyggnadsingenjör.
Santesson, som var son till arkitekt Sante Johansson och Hulda Jeppsson, utexaminerades från tekniska gymnasiet i Malmö 1951 och från Chalmers tekniska högskola 1956. Han anställdes på stadsingenjörskontoret i Malmö stad 1956, blev stadsingenjör där 1964 och var stadsbyggnadsdirektör i Malmö kommun från 1990 till pensioneringen 1994. Han var därefter konsult på Banverket och sedermera Trafikverket med uppgift att projektera byggandet av dubbelspår Kävlinge–Lund, Helsingborg–Landskrona–Kävlinge samt Förslöv–Ängelholm. Han var bland annat ledamot av Svenska kommunaltekniska föreningens kommitté för mätnings- och fastighetsbildning. Under 1990-talet var han även styrelseledamot i Utvecklingsrådet för landskapsinformation (ULI).